# ابن أبي جمهور الأحسائي
محمد بن علي بن إبراهيم الشَّيباني البكري الأحسائي يعرف عمومًا بـابن أبي جمهور الأحسائي (1435 - ق. 1505 م) (838 - ق. 910 هـ) متكلّم مسلم وفقيه جعفري مشرقي من أهل القرن الخامس عشر الميلادي/ التاسع الهجري.
ولد في قرية التهيمية في إقليم الأحساء في عهد أول أمراء الجبرية فيها، ونشأ في فترة ازدهارها. كان والده زين الدين علي وجده إبراهيم من العلماء الشيعة، فدرس أولاً عليهما، ثم سافر إلى العراق، وفي النجف درس على شرف الدين حسن بن عبد الكريم فتال وهو الذي أجازه في الرواية. حجّ في 1472 وفي طريقه التقى علي بن هلال الجزائري في جبل عامل وأجازه. عاد إلى الإحساء وبعد فترة غادر إلى العراق ومن هناك توجه إلى مشهد بخراسان واشتغل بالتدريس والتأليف فيها. أجرى مناظرات فيها مع عالم مسلم سني، يُعتقد أنه الفقيه والقاضي الشافعي أحمد بن يحيى التفتازاني، وبعده زادت شهرته. ظل متنقلًا بقية عمره بين بلاد فارس والعراق في أيام الدولة التيمورية ومسقط رأسه، مشتغلًا بالتأليف. وكان كثير السفر والترحال، وأغلب استقراره كان في مسقط رأسه (الأحساء) والنجف في العراق ومشهد بخُراسان. كان ناشطًا في التأليف والتدريس خلال أسفاره، وكتب الكثير من آثاره وهو مهاجر ومسافر فترك مصنفات كثيرة تأليفاً وشرحاً وحاشية في الأصول والفقه والرجال والكلام والفلسفة والأخلاق والعرفان والمواعظ والحديث وغير ذلك. اشتهر بنظريته في عدم الاختلاط في علم دراية الحديث عند الشيعة وهي القاعدة المعروفة بـ«الجمع مهما أمكن أولى من الطرح». سنة وفاته ومكانه ليست واضحة.

## نسبه وأسلافه
هو شمس الدين أبو جعفر محمد بن زين الدين أبي الحسن علي بن حسام الدين إبراهيم بن حسن بن إبراهيم بن أبي جمهور الشَّيباني البَكري الأحسائي. كان والده زين الدين علي وجده حسام الدين من علماء. وأسرته تعرف بـآل أبي جمهور، واشتهرت بشهرة شمس الدين محمد إذ هو أبرز شخصية منهم. وهذه الأسرة تتفرع من بني شيبان من بكر بن وائل، إحدى الأسر العربية، ومن أحفادهم في الأحساء حسب رأي جواد الرمضان هم آل عيثان. وقد عرف في زمانه بالصفة الأحساوي واللحساوي أيضًا.

## سيرته
ولد شمس الدين محمد في قرية التهيمية/ التيمية في إقليم الأحساء في عهد أول أمراء الجبرية بحدود سنة 838 هـ/ 1434 م على الأرجح. ونشأ بها برعاية والده الفقيه وفي فترة ازدهار الأحساء.

### تعليمه
درس في الأحساء مقدمات العلوم على يد والده وعددٍ من علماء، منهم محمد بن موسى الموسوي الأحسائي، درس عنده الفقه، وعلي بن محمد بن مانع، وغيرهم. ثم هاجر إلى العراق لإكمال دراسته، ونزل النجف، وحضر بها على عدد من العلماء أبرزهم حسن بن عبد الكريم الفتال النجفي. هو يروي عن عدد من العلماء، فمن مشائخه في الرواية، من غير أساتذه هم حزر الدين الأوالي البحراني، ومحمد بن أحمد الموسوي الأحسائي، وعبد الله بن فتح الله الواعظ القمي.

بعد قرابة عشرين سنة قضاها في النجف، عزم على الحج، فغادرها إلى الحجاز سنة 877 هـ/ 1472 م عن طريق الحج الشامي ونزل أثناءه في بلدة كرك نوح في جبل عامل في أيام الحكم المملوكي لقايتباي، والتقى هناك بالشيخ علي بن هلال الجزائري، أستاذًا بحراني المولد وأقام عنده شهرًا كاملًا للتعلم.

### رحلاته
بعد أداء مناسك الحج، عاد إلى موطنه الأحساء، ومكث بها قليلًا ثم ذهب إلى العراق ثم خراسان في أواسط سنة 878 هـ/ 1473 م، وفي طريقة إلى خراسان ألف رسالة أسماها زاد المسافرين في أصول الدين. ولما وصل مدينة مشهد تعرّف عليه محسن بن محمد الرضوي القمي وكان من علمائها فنزل ضيفًا في داره، وأعجب به الرضوي، وأصبح من الملازمين له. وكتب بطلبه كتابه كشف البراهين في شرح زاد المسافرين.

#### مناظراته مع الفاضل الهروي

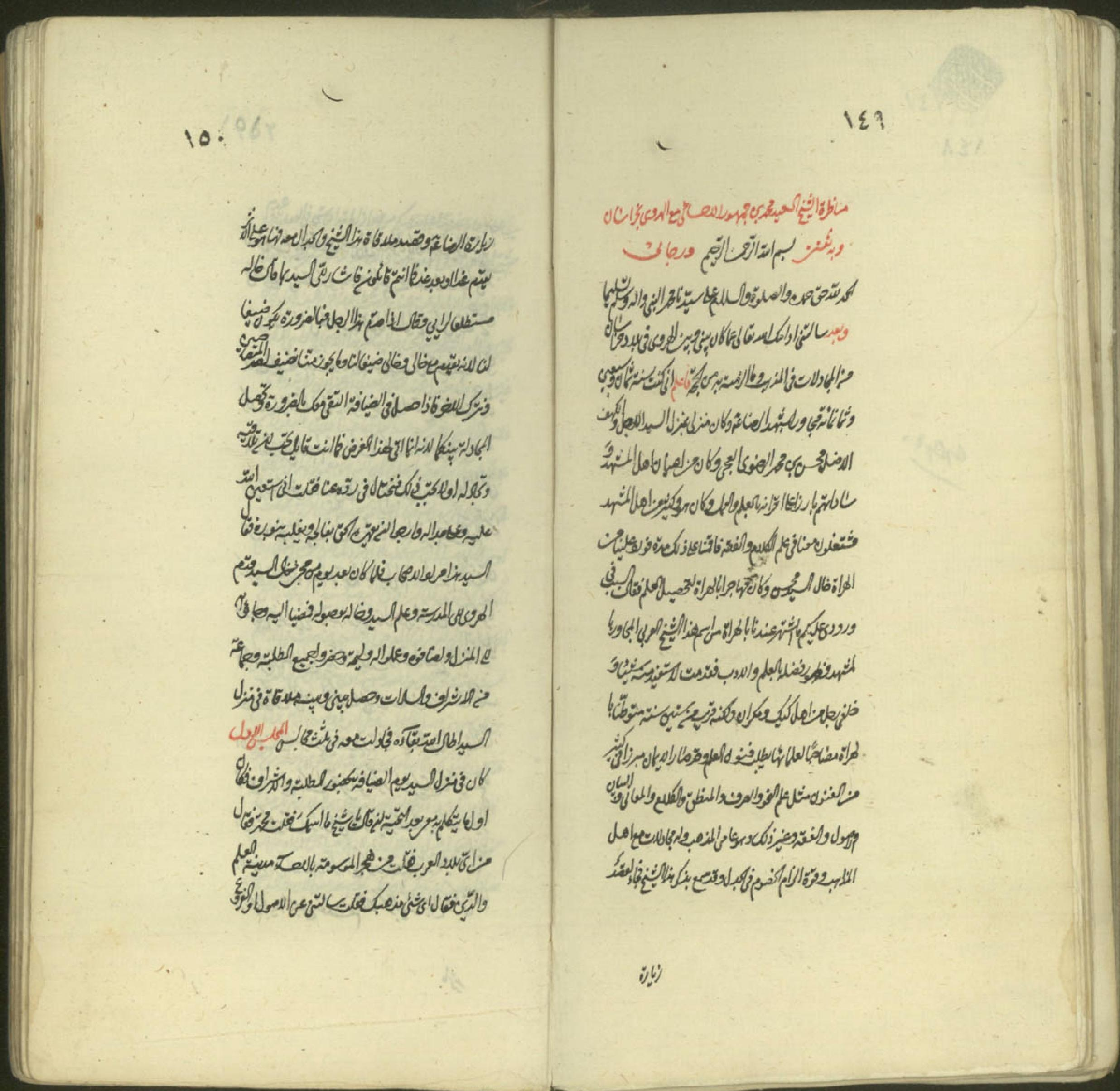
صفحتان من مخطوطة الزهرات الزوية في الروضة البهية لابن زين الدين العاملي الأصفهاني، كتبت في 5 رمضان 1098 هـ/ 14 يوليو 1687، حول مناظرات التي حصلت بين ابن أبي جمهور و"الفاضل الهروي" في سنة 1473 في مدينة مشهد بخُراسان التيموريّة.

في نفس السنة 878 هـ/ 1473 م في فترة حكم حسين بايقرا، حصلت مناظرة شهيرة حول الإمامة والخلافة بين ابن أبي جمهور كمدافع عن الشيعة وأحد علماء السنة من هراة عاصمة التيمورية جاء إلى طوس للقاء هذا «المتكلم العربي» كما سماه هو والذين حضروا المناظرة، دلالة على الأهمية التي أسبغها وجوده في تلك الديار التي لم يكن فيها متكلم شيعي فارسي، وكانت في ثلاث جلسات تمت كلها في مدينة مشهد/طوس، الأولى منها والثالثة كانتا في منزل محسن الرضوي، وكانت الثانية في مدرسة بالاسَر في العتبة الرضوية والتي بنيت باهتمام سلطان شاهرخ ميرزا بتاريخ يوم 10 ذو الحجة 878/ 27 أبريل 1474، تحولت إلى رواق دار الولاية فيها سنة 1989. المجلس الأول في إمامة علي بن أبي طالب وأحقيته للخلافة وقد كان في دار محسن الرضوي والمجلس الثاني في المدرسة الشاهرخية أول البحث فيه «في مسألة ولد الزنا وجرى الكلام إلى طعن القرطاس»، والمجلس الثالث «في ذكر أعمال الخدعة في أمر الخلافة وبعض المطاعن».

حضر المناظرات عدد من علماء الشيعة والسنة، وحسب المصادر الشيعية كانت الغلبة لابن أبي جمهور. وبعدها زادت شهرته في الأوساط الشيعية. تذكر بعض المصادر أن الجانب الآخر في المناظرة الذي كان يعرف بالفاضل الهروي، هو الفقيه الشافعي أحمد بن يحيى بن سعد الدين التفتازاني الذي تولى القضاء في هراة 30 عامًا، وقُتِل مع عدد علماء الهرويين بأمر إسماعيل الصفوي سنة 916 هـ/ 1510 م. وقد حظيت هذه المناظرات في حينها باهتمام كبير من العلماء الشيعة كمناظرة نموذجية بين الشيعة والسنة وتحدّث عنها الكثير من كُتّابهم، ونالت إكبار وإعجاب العديد منهم، حتى طلب من ابن أبي جمهور تدوينها، فدونها في كتاب مستقل وذكر في كتابه تفاصيل مناظراته، وطبعت تحت عنوان المجادلات في المذهب سنة 2015. وقد ترجمت إلى الفارسية عدة مرات. منهم نوروز علي البسطامي وأدرج في كتابه فردوس التواريخ. وترجمها أيضاً جلال الدين محمّد الكاشاني وكتبها الشاه محمّد الهمداني بقلم النستعليق. ولمحمّد أشرف بن علينقي الشريف الحسيني المشهدي أيضاً ترجمة فرغ منها سنة 1090 هـ/ 1679 م، وصدرها باسم الشاه سليمان الصفوي. وقد ذكر ابن زين الدين العالمي الأصفهاني هذه المناظرة في كتابه الزهرات الزوية في الروضة البهية تمت منها في 5 رمضان 1098 هـ/ 14 يوليو 1687.

#### سنوات 1478 - 1501
استمر الأحسائي إقامته في مشهد مجاورًا للعتبة الرضوية، وكان فيها مشغولًا بالبحث والتدريس والتأليف لبعض سنوات. ثم غادرها متجهًا نحو العراق، ونزل الحلة وكتب فيها في المدرسة الزينبية شرحه بعنوان تهذيب أصول على منية اللبيب في شرح التهذيب للضياء الدين الأعرج الحسيني، وفرغ منه في صفر 883 هـ/ مايو 1478. وفي سنة 1481 كان في الأحساء، وفرغ فيها من كتابه قبس الاقتداء في شرائط الإفتاء والاستفتاء. ثم في القطيف، فرغ فيها من تأليف كتابه الآخر مسلك الإفهام في علم الكلام. ثم ذهب إلى جزيرة أوال البحرينية، حيث أملى هناك كتابه البوارق المحسنية لتجلي الدرة الجمهورية في أربعة مجالس كان آخرها يوم 23 محرم 888/ 2 مارس 1483.

وبعد تنقلاته في إقليم الأحساء، سافر إلى مشهد وفرغ من كتابة كاشفة الحال عن أحوال الاستدلال في 3 ذي القعدة 888/ 2 ديسمبر 1483. ولم يزل فيها حتى أوائل عام 889 هـ/ 1484 م حيث كتب رسالته في أقل ما يجب على المكلفين من العلم بأصول الدين.

من البلدان التي زارها وأقام بها مدة مابين عامي 890 - 895 هـ/ 1485 - 1490 م، هي الدرعية في نجد. وفي سنة 893 هـ/ 1487 م كان في الأحساء بمسقط رأسه بلدة التيمية، وأتم فيها كتابه النور المنجي من الظلام في حاشية مسلك الأفهام في علم الكلام. وفي نفس السنة عزم على الحج مرة ثانية وبعده ذهب إلى العراق مرة ثالثة، وكان ذلك في أوائل عام 894 هـ/ 1488 م ونزل النجف. ثم ذهب إلى مشهد، وكتب هناك تقريظًا على بحر الأنساب. عاد إلى النجف وبها ألف بعض كُتُبه، مثل المسالك الجماعية في شرح الألفية الشهيدية ومجلي مرآة المنجي.

وفي أواخر عام 895 هـ/ 1489 م غادر النجف إلى مشهد، واستقرّ بها، وفرغ من تبييض وكتابة حاشية على آثاره. ثم ذهب إلى جرجان - أسترآباد آنذاك - وأجاز في قرية قُلقان لتلميذه محمد بن صالح الغروي الحلي. وأجاز أيضًا تلميذ آخر هو جلال الدين بهرام. وبقي مقيمًا في أسترآباد سنتين أو ثلاث. ويبدو أنه بقي مترددًا بينها ومشهد حتى سنة 903 هـ/ 1497 م. حيث في تلك السنة كان في المدينة وأكمل هناك كتابه معين الفكر في شرح الباب الحادي عشر. وبعده رجع إلى العراق وسكن الحلّة، وأجاز هناك لعلي بن قاسم بن عذاقة الحلي في 9 رجب 906 / 28 يناير 1501. وهذا آخر تاريخ مذكور في المصادر عنه، وأنّ تاريخ وفاته ومكانه غير واضحين واختلفوا فيه.

### وفاته
توفي بحدود عام 910 هـ الموافق 1505 م في وطنه الأحساء محتملًا عن عمر بلغ حوالي 72 عامًا، ودفن بها، بجوار والده حسب رأي هاشم محمد الشخص. وذهبت بعض المصادر الفارسية إلى أنه توفي في مدينة مشهد ودفن بها في العتبة الرضوية.

## مهنته وآرائه
يعد ابن أبي جمهور الأحسائي من كبار علماء المسلمون الشيعة في عصره وبرز في الفقه والأصول، وكان بارعًا في المنطق والكلام كما برز في علمي الحديث والدراية. برأي كامل مصطفى الشيبي فقد كان ابن أبي جمهور الأحسائي صورة متطورة عن ميثم البحراني وحيدر الآملي ونموذجًا للشيخية الذين قادهم أحسائي آخر، أحمد بن زين الدين الأحسائي، على المنهج ذاته. وكان أديبًا وشاعرًا إلى جنب كونه فقيهًا، وقد جمع هو بعض شعره في كتابه مجموعة المواعظ والنصائح والحكم. بقي أبياتًا قليلًا من نظمه. وقام باستخراج عدد كبير من الأحاديث من كتب السنة، مما يتفق مع رأي الشيعة.

### في علم الدراية
مما عُرِف به وانتشر عنه النظرية المشهورة لدى علماء الشيعة في التعامل مع الأحاديث المتناقضة، والتي تبنّاها ابن أبي جمهور وادعى عليها الإجماع من علماء الطائفة، وهي نظرية «الجمع مهما أمكن أولى من الطرح». وهذه النظرية تقول إنَّه إذا وردت روايتان عن الأئمة الاثنا عشر - أو أكثر - متعارضتان في الدلالة صحيحتا السند، فإن أمكن أن تجمع بينهما وتُوفّق بين مدلوليهما - بحيث تعمل بهما معًا ولا تطرح أحدهما - فهذا الأولى، ولا يُلجأ إلى طرح أحدهما إلّا إذا لم يكن الجمع بينهما، «فالجمع مهما أمكن أولى من الطرح.»
إذن، لم يكن الجمع بينهما يستند إلى المرجحات لأحدهما على الآخر كالشهرة أو عمل الأصحاب أو مخالفة العامة أو موافقة الاحتياط، أو غير ذلك. فإن تساويًا في جميع المرجحات ولم يكن العلم بالإحتياط يتخير الفقيه بينهما فيعمل بأحدهما ويترك الأخرى أو يتوقف فيهما ويُعرض عن العمل بأيهما. وقال في كتابه عوالي اللَّئالي:
ثم يضيف ذاكرًا حديث مرفوعة زارة أو مقبولة عمر بن حنظلة:

### في علم الكلام
برأي فرهاد دفتري، حاول ابن أبي جمهور لدمج الصوفية بالفكر الشيعي، وفي كتابه المُجلي قدّم تركيبًا لبنية دمجت بين علم الكلام الشيعي الإثناعشري وفلسفة ابن سينا والفكر الإشراقي للسُهروردي وصوفية مدرسة ابن عربي.
ترك ابن أبي جمهور كتبًا في الكلام، منها زاد المسافرين، والمُجلي كتاب الذي استغرق منه وقتًا طويلًا جدًا وأشار إلى أنه بدأ تصنيفه في شبابه بالنجف، على صورة متن سماه مسلك الأفهام في علم الكلام. بعد ما شاع بين الطلاب، كتب عليه حاشية سماها تلاميذه النور المنجي من الظلام حاشية مسلك الأفهام، وكان ذلك في 893 هـ/ 1488 م. ولما استقبله الطلبة في أثناء زيارته للنجف بحماسة بالغة، راجعه سنة 894 هـ/ 1489 ونقّحه وأضاف إليه وتم إخراجه في صفر 896 هـ/ 1490 باسم مجلي مرآة المنجي بوصفه «قد اشتمل على الحكمة الإلهية ونفايس أسرار العلوم العرفانية وخلاصة زبدة الوصول ونهاية مراتب الكمال المأمول.» واعتبر كتابه بحثًا في علم الكلام الذي قضى عمره فيه. ويعد موسوعة تستغرق كل الموضوعات المعروفة في عصره تقريبًا، غير أن أكثره هي الفلسفة على الصورة التي عرضها ابن ميثم البحراني مع ميل إلى أسلوب حيدر الآملي. والكتاب مقسم إلى نصفين، الأول يعرض التوحيد والثاني لمباحث الأفعال على اعتبار أن علم الكلام «منقسم في الحقيقة إليهما».

قد أضفى ابن أبي جمهور كثيرًا من تبجيله على ميثم البحراني ووصفه بـ«العلامة الأعظم والبحر الخضم» ومع أنه اعتمد على ابن المطهر الحلي في الموضوعات المتصلة بالعلة والمعلوم. «إلا أنه لم يعتمد الاعتماد نفسه على فقهاء الشيعة ومتكليهم الرسميين وإن أورد ذكر الشيخ مفيد مراة واحدة.»

لقد كان هدف الأحسائي هو الجمع بين التصوف والتشيع في فرقة واحدة، وأورد ما أورده الآملي من حجج ومعلومات. واعتبر «الشريعة والطريقة والحقيقة أسماء مترادفة صادقة على حقيقة واحدة هي حقيقة الشرع المحمدي». واستشهد لهذا الرأي بنصوص من كتاب البحر الخضم للآملي. وسار إلى مدى أوسع بمحاولته، دمج نتائج علم الكلام متمثلًا في توحيد الأشاعرة والمعتزلة، ونتائج فلسفة والتصوف لتكون الإطار النظري لفرقة واحدة ذات عقيدة واحدة وهي التوحيد. واستشهد بأقوال الصوفيين والزهاد.

وحول التوحيد، فعنده أولًا هو التفريد وأضاف إلى ذلك أنه «اثبات صانع واحد لهذا العالم»، ثم تناوله على الصورة الجديدة بقوله «واصطلاح أهل التحقيق هو تفريد ذات الحق تعالى عن جميع الكثرة باعتبار انطواء جميع الصفات والأفعال فيها وعلى طريق أهل التصوف هو تفريد الموجود المحض على وجه تنطوى فيه المبادئ والترتيب في عظمته القيومية.»

وقصد ابن أبي جمهور في علم الكلام إلى بلوغ هدف يتعلق بتكوين فرقة جديدة أو على الأقل إتجاه جديد ينصب فيه التشيع ليكون عقيدة جامعة للاتجاهات كلها. والمجال ما كان يتسع له للعرض آرائه، وأشار نفسه إلى خلو المناطق مأهولة بالشيعة من الحماس إلى المعرفة وإن مجالس العلم كانت خالية من المتعلمين، فأراد أن يبث روحًا جديدة في العقيدة يمزجها بما يجعلها متجاوبة مع روح العصر ومصبوبة في قالب جديد مشوق دون أن يخل هذا التعديل، بالأسس والأصول.

### تدريسه
تتلمذ عليه وروي عنه جماعة، منهم جمال الدين حسن بن إبراهيم ابن أبي شبانة البحراني، ومحسن بن محمد الرضوي القمي، وهو أقرب التلاميذ إليه ومن الملازمين له في سنينه الأخيرة حين كان مقيمًا في المشهد الرضوي بخراسان، ثم شرف الدين محمود بن علاء الدين الطالقاني، حضر عنه في الفقه والحديث والرجال وعلم الكلام سنين عديدة، وله منه أجازة، وربيع بن جمعة الغزي الحويزي، وجلال الدين بهرام الأسترآبادي، وعطاء الله بن معين الدين السروي الأسترآبادي، وعلي بن قاسم المعروف بابن عذاقة الحلي، وحسين التوني، وعبد الوهاب بن علي الحسيني الأسترآبادي وغيرهم.

## نقده
وجهت إليه بعض الانتقادات والمؤاخذات في العقائد والفكر، بسبب ميوله الصوفية. واتهم بالغلو، من قبل بعض العلماء، منهم عبد الله الأفندي في رياض العلماء. دافعوا عنه عدة من العلماء، منهم نعمة الله الجزائري وحسين النوري الطبرسي، وشهاب الدين المرعشي، وغيرهم. وهناك أيضًا انتقادات حول كتابه عوالي اللئالي بأنه «خلط فيه الغث بالسمين».

جمع المرعشي ما ورد على ابن أبي جمهور في رسالة كتبها في 1 ذو الحجة 1402/ 19 سبتمبر 1982 نشرها ضمن مقدمته للعوالي اللئالي فسماه الردود والنقود على الكتاب ومؤلفه والأجوبة الشافية الكافية عنهما، وقام بفهرسة انتقادات موجهة إلى ابن أبي جمهور شخصيًا أو إلى مؤلفاته خاصة، وجاوبهم.

## تراثه
يوجد في التيمية مسجد ينسب إلى أبن أبي جمهور الأحسائي لا زال معروفًا، في محرابه قطعة منقوشة تاريخها 810 هـ/ 1407 م، وكان يصلى فيه والده علي، وجده إبراهيم. ونصّ ما هو مكتوب في اللوحة المنقوشة القديمة لا تزال محفوظة وقد أعيد وضعها فوق المحراب، هو «لا إله إلا الله محمد رسول الله، هذا المحراب، الجمعة شهر شوّال سنة ثمانمائة وعشرة، عمل عبد الله بن قاسم بن محمد الهممي العماني.»

أسست «جمعية ابن أبي جمهور الأحسائي لإحياء التراث» في سنة 2013 بمدينة قُم وهي مؤسسة غير ربحية، تعنى بإحياء ونشر آثاره.

## مؤلفاته
ترك ابن أبي جمهور الأحسائي عددًا كبيرًا من المؤلفات في مختلف الحقول، وهي في معظمها موجودة في مكتبات إيران، وطبع الكثير منها، وبقي بعضها مخطوطًا. صدر كتاب حول مؤلفاته بجهود عبد الله غفراني ونشره سنة 2013. من أبرز مؤلفاته:
- أسرار الحج، فرغ منه في 1496.
- الأقطاب الفقهية والوظائف الدينية على مذهب الإمامية أو الأقطاب الفقهية على مذهب الإمامية، شرح فيه قواعد الأحكام الفقهية، مرتب على 46 قطبًا موزعة على أبواب الفقه، جمع فيه الفروع ومآخذها ودلائلها، وفرغ منه 23 صفر 897/ 25 ديسمبر 1491.
- الأنوار المشهدية في شرح الرسالة البرمكية، في فقه الصلاة اليومية، وقد ترجم إلى الفارسية تلميذه محسن الرضوي.
- أنوار الهداية البرمكية، في فقه الصلاة اليومية، والظاهر هو الرسالة البرمكية في فقه الصلاة اليومية، أو شرحًا عليه.
- بداية النهاية، في الحكمة الإشراقية.
- البوارق المحسنية لتجلّي الدرة الجمهورية، في علم الحكمة، شرح لرسالة الدرّة المستخرجة من الّلُجة في الحكمة، فرغ منه في 23 محرم 888/ 2 مارس  1483.
- التحفة الحسينية في شرح الرسالة الألفية
- تحفة القاصدين في معرفة اصطلاح المحدثين
- التحفة الكلامية، رسالة مختصرة في أصول الدين الخمسة. فرغ منها أواخر ربيع الثاني 901/ يناير 1496.
- تعليقاته على  أصول الكافي ومن لا يحضره الفقيه
- جمع الجمع، في إثبات الإمامة
- حواشيه على تهذيب طريق الوصول إلى علم الأصول، في 896 هـ/ 1491 م وعلى كتابه عوالي اللَّئالي، وهي كبيرة، 897 هـ/ 1492 م.
- دُرَر اللَّئالي العمادية في الأحاديث الفقهية، وهو من أهم كتبه وأشهرها، وأحد مصادر كتاب البحار ومستدرك الوسائل، فرغ من تأليفه 899 هـ/ 1494 م، رتبه على مقدمة في أخبار الترغيب على العبادات، وخاتمة في الأخلاقيات، بينهما ثلاثة أقسام في أبواب الفقه كلها.
- الدُّرَّة المستخرجة من اللُّجَّة في الحكمة، مباحث عرفانية بلسان الإشارة والألغاز
- الرسالة الإبراهيمية في المعارف الإلهية، 896 هـ/ 1491 م.
- الرسالة البرمكية في فقه الصلاة اليومية
- رسالة في أحكام الإرث
- الرسالة الجمهورية، في علم أصول الفقه، ولها شرح اسمه الطوالع المحسنية
- رسالة في أقل من يجب على المكلفين من العلم بأصول الدين، رسالة مختصرة جدًا، فرغ منها 25 محرم 889/ 22 فبراير 1484.
- رسالة في ذكر مستحقي الزكاة، مخطوطة.
- رسالة في صلاة الجمعة، محتملًا له.
- زاد المسافرين في أصول الدين، كتبه وهو في طريقه إلى خراسان بعد الحج لعام 877 هـ/ 1472 م.
- الطوالع المحسنية في شرح الرسالة الجمهورية، في أصول الفقه
- عروة المستمسكين بأصول الدين
- عوالي الَّئالي العزيزية في الأحاديث الدينية، أشهر كتاب له، فرغ منه في مشهد 23 صفر 897/ 25 ديسمبر 1491 وهو مرتب على مقدمة وبابين وخاتمة،
- الفصول الموسية في العبادات الشرعية
- قبس الإقتداء في شرائط الإفتاء والإستفتاء، ويقال له قبس الإهتداء أيضًا.  فرغ منه في 20 صفر 886/ 19 أبريل 1481.
- كاشفة الحال عن أحوال الإستدلال، في أصول الفقه، في بيان طريق الاستدلال على التكاليف الشرعية وكيفية أخذها من الأصول الدينية، فرغ من 3 ذو القعدة 888/ 23 ديسمبر 1481.
- كشف البراهين في شرح زاد المسافرين في أصول الدين أو كشف البراهين لشرح زاد المسافرين، كتبه في مشهد 17 ذو الحجة 878/ 4 مايو 1474. (ردمك 9786144268704)
- المجلي لمرآة المنجي، ويسمي مُجلي مِرآة المُنجي، في علم الكلام والحكمة والمنازل العرفانية وسيرها، ومن أشهر كتبه. فرغ منه في أواخر جمادى الثانية 895 / مايو 1490
- مجموعة الأخبار والمسائل، جمعها من كتب شتى
- مجموعة المواعظ والنصائح والحكم
- مختصر التحفة الكلامية
- مدخل الطالبيين في أصول الدين
- المسالك الجامعية في شرح الرسالة الألفية
- مسلك الأفهام في علم الكلام
- المعالم السنانية في شرح الرسالة الجُوِينية، في أصول الفقه
- معين الفكر في شرح البادي الحادي عشر، فرغ منه في 15 ذو القعدة 904/ 23 يونيو 1499. (ردمك 9786144262894)
- معين المعين في أصول الدين، شرح لكتابه معين الفكر.
- مفتاح الفكر لفتح الباب حادي عشر
- المقتل
- نص مناظراته مع العالم الهروي، مطبوع
- موضِّح الدراية لشرح باب البداية، في الحكمة
- موضِّح المشكلات لأوائل الإجتهادات
- النور المنجي من الظلام في حاشية مسلك الأفهام في علم الكلام، فرغ منه في 3 شعبان 893/ 12 يوليو 1488.
- النية وذم الوسواس أو رسالة في النية ذم الوسواس فيها، في كيفية النية في العبادات، والشك فيها، فرغ منه في 20 ذو الحجة 889/ 7 يناير 1485.

### فهرس المراجع
- خير الدين الزركلي (2002). الأعلام (ط. الخامسة عشرة). بيروت،‌ لبنان: دار العلم للملايين. ج. السادس. ص. 288.
- محمد باقر المجلسي (1983). بحار الأنوار (المدخل). بيروت، لبنان: مؤسسة الوفاء. ص. 183–184.
- هاشم محمد الشخص (1996). أعلام هجر من الماضين والمعاصرين. قُم، إيران: مؤسسة أم القرى للتحقيق والنشر. ج. الخامس. ص. 50–271.
- محمد أمين نجف (2009). علماء في رضوان الله، نبذة مختصرة عن حياة 200 عامًا (ط. الثانية). قم، إيران: انتشارات الإمام الحسين. ص. 143-144. ISBN:9789649211572.
- اللجنة العلمية في مؤسسة الإمام الصادق (2002). جعفر السبحاني (المحرر). موسوعة طبقات الفقهاء (ط. الأولى). قم، إيران: مؤسسة الإمام الصادق. ج. العاشر. ص. 244-246. ISBN:9646243592.
- يحيى بن حسين البحراني (2017). حسين جودي كاظم الجبوري (المحرر). تذكرة المجتهدين، رسالة في معرفة مشايخ الشيعة (ط. الأولى). كربلاء، العراق: مركز كربلاء للدراسات والبحوث. ص. 104-105.
- فوزي آل سيف (2009). من أعلام الإمامية بين الفقيه العماني وآغا بزرك الطهراني (ط. الأولى). بيروت، لبنان: دار الصفوة. ص. 115-125.
- ابن ابی جمهور | دائرة المعارف بزرگ اسلامی | مركز دائرة المعارف بزرگ اسلامی نسخة محفوظة 26 أكتوبر 2020 على موقع واي باك مشين.
- "İBN EBÛ CUMHÛR - TDV İslâm Ansiklopedisi" (بالتركية). Archived from the original on 2020-08-11. Retrieved 2020-10-27.

## وصلات خارجية
- جمعية ابن أبي جمهور الأحسائي لإحياء التراث
- مناظرة ابن أبي جمهور الأحسائي مع الهروي في خراسان